# Frattesina
Frattesina ist ein archäologischer Fundort im gleichnamigen Gebiet der norditalienischen Gemeinde Fratta Polesine. Die spätbronzezeitliche Großsiedlung war ein wichtiges Handwerks- und Handelszentrum und das erste Zentrum europäischer Glaserzeugung westlich der Ägäis.

## Forschungsgeschichte
Die Siedlung von Frattesina wurde vom Centro Polesano di Studi Storici Archeologici ed Etnografici di Rovigo (CPSSAE) 1967 entdeckt und seit 1968 beforscht. Der Fund hochwertiger Produkte wie Elfenbeinkämme, Glasperlen, Gewandfibeln und Scheibchen aus Straußeneischale ließen die Bedeutung der Stätte erahnen. CPSSAE organisierte Konferenzen und berichtete in seiner Zeitschrift über die Funde. Elf umfangreiche Grabungen fanden zwischen 1974 und 1989 unter der Leitung von Anna Maria Bietti Sestieri statt. Die Nekropole Fondo Zanotto wurde 1977 beim Tiefpflügen entdeckt und ab 1979 fanden hier regelmäßige archäologische Grabungen statt. Das erste Gräberfeld der Nekropole Narde (Narde I) wurde 1985 bei der Verlegung von Wasserrohren gefunden. Ab 1987 wurde hier regelmäßig archäologisch gegraben. Im Herbst 2004 wurde beim Anlegen eines Entwässerungskanals das zur selben Nekropole gehörende Gräberfeld Narde II gefunden. Daraufhin wurde eine Grabungskampagne gestartet, die bis April 2005 dauerte. 2013–2017 wurden mittels Kernbohrungen die stratigrafischen Gegebenheiten erforscht, wobei ein System von ehemaligen Wassergräben entdeckt wurde.
Geschichte und Fundstücke von Frattesina werden in den Museen Museo Archeologico Nazionale di Fratta Polesine, im Museo archeologico nazionale di Adria und im Museo dei grandi fiumi in Rovigo präsentiert.

## Beschreibung
Die ehemalige Siedlung von Frattesina lag in der Polesine am Südufer eines Flussarms des Po. Dieser Po di Adria genannte Arm verlief damals nördlicher als heute und mündete 30–40 Kilometer von der Siedlung entfernt ins Meer. Die Siedlung hatte eine Ausdehnung von etwa 20 Hektar. Zur Siedlung gehören die beiden Nekropolen Narde und Fondo Zanotto, in denen etwa 1000 Bestattungen gefunden wurden. Die meisten Bestattungen erfolgten als Brandbestattungen in bikonischen Urnen, die mit umgestülpten Deckschüsseln abgedeckt wurden.
An der Stelle der ehemaligen Siedlung befindet sich heute Ackerland, das Zentrum des Wohngebiets der modernen Ortschaft Fratta Polesine liegt etwas weiter nordwestlich.

### Siedlung
Die Siedlung entstand auf einer etwa 1000 × 200 Meter großen Terrasse alluvialem Ursprungs. Der zentrale Kern mit Wohngebäuden und Werkstätten hatte eine Ausdehnung von rund 10 Hektar. Um diesen Kern lag ein Bereich für Viehgehege und andere landwirtschaftlich genutzte Flächen. Durch das Wohngebiet verlief ein zentraler Wassergraben, durch weitere quer und parallel verlaufende Gräben wurde die Siedlung in Blöcke unterteilt. Die Funktion dieser Gräben ist noch ungeklärt, möglicherweise dienten sie zur Erleichterung der handwerklichen Tätigkeiten oder zur Abwasserentsorgung.

### Nekropole Narde
Die Nekropole Narde (auch: Le Narde) liegt am anderen Flussufer des damaligen Po di Adria in einer Entfernung von rund 700 Metern zum Wohngebiet. Ihre beiden Gräberfelder Narde I und Narde II wurden intensiv beforscht, die gefundenen Objekte wurden auf den Zeitraum 1150 bis 925 v. Chr. datiert. In Narde I wurden rund 630 Urnenbestattungen und 3 Erdbestattungen gefunden. Dabei wurden vier Bestattungsschichten identifiziert, fünf im zentralen Bereich, wo eine hohe Konzentration von Gräbern zu finden ist. Dadurch entstand ein Grabhügel von 30 Metern Länge, der sich in die heutige Zeit mit einer Höhe von etwas mehr als einem Meter erhalten hat. Einige Gräber waren mit einem großen Stein markiert. In manchen Gruben für die Urnen, bzw. in den Urnen selbst, wurden Gegenstände der Verstorbenen gefunden. In zwei Gräbern in Narde I wurden rituell zerbrochene Schwerter (Typ Allerona) gefunden. Da es in der späten Bronzezeit in Norditalien sonst absolut unüblich war, Schwerter der Bestattung beizugeben, dürfte es sich bei den Verstorbenen um Personen von hohem Rang gehandelt haben. Von den neun mit den reichsten Grabbeigaben ausgestatteten Frauengräbern der Nekropole Narde befinden sich acht in Narde I. Im Gräberfeld Narde II wurden mehr als 200 Urnenbestattungen und 22 Erdbestattungen gefunden. Durch eine Asche- und Holzkohleschicht wurde hier auch ein Verbrennungsplatz (Ustrina) identifiziert.
Eine osteologische Analyse von 472 Gräbern in Narde zeigt ein Geschlechterverhältnis der Bestatteten von annähernd 1:1. Der Anteil beerdigter Kinder und Jugendlicher ist in Narde II mit 31 % etwas höher als in Narde I (21 %). Mittels Strontiumisotopenanalyse bei 46 Bestatteten konnte gezeigt werden, dass etwa ein Drittel von ihnen (37 %) im Umkreis von 20 bis 50 Kilometern um die Siedlung geboren wurde.

### Nekropole Fondo Zanotto
Die Nekropole Fondo Zanotto liegt etwa 500 Meter südöstlich der Siedlung. Hier wurden etwa 150 Bestattungen gefunden, dabei handelte es sich fast ausschließlich um Brandbestattungen. Es wurden Grabstellen in mehrere Schichten und in Gruppen identifiziert. Die Gruppierungen bilden möglicherweise Verwandtschaftsbeziehungen der Toten ab. Als Grabbeigaben wurde einfacher Schmuck gefunden, der offenbar bei der Verbrennung von den Toten getragen und daher vom Feuer verformt wurde. Einige wenige Gräber enthielten wertvollere Beigaben mit Bronzeelementen oder Schmuck aus wertvollen Materialien. Am Hals vieler Urnen fanden sich reichlich eingearbeitete Dekorationen, ein Element, das bei den Urnen der Nekropole Narde fehlt.
In etwa der Hälfte der Gräber beider Nekropolen wurden Grabbeigaben gefunden. Dabei handelte es sich überwiegend um Bronzeschmuck oder Kleidungszubehör aus Bronze (78 %), seltener um Werkzeug (12 %), Toilettenartikel (7 %) und vereinzelt um Waffen. In etwa jeder zehnten Urne waren die Überreste mehrerer Personen bestattet. Die Erdbestattungen enthielten kaum Grabbeigaben.

## Geschichte und wirtschaftliche Bedeutung
Süditalien unterhielt bereits seit dem 17. Jahrhundert v. Chr. intensive Handelsbeziehungen mit der Ägäis. Spätestens im 13. Jahrhundert v. Chr. erreichten Kaufleute aus der Ägäis und der Levante auch Norditalien. Hier trafen auch Handelsrouten aus dem Norden ein, etwa für Kupfer aus dem Trentino oder für Bernstein aus dem Baltikum – ein Zweig der Bernsteinstraße führte etwa entlang der Etsch. Dem Po di Adria als Verbindungsglied dieser Handelsrouten mit dem Mittelmeer kam dabei eine strategische Bedeutung zu.
Die mediterranen Händler brachten neue Waren in die Region, wie Fayence und Glasperlen. Hinzu kam ein Wissenstransfer für neue Techniken zur Keramikherstellung und über die Glasbearbeitung. Auch das Gewichtssystem auf der Grundlage ägäischer Einheiten dürfte übernommen worden sein, so fand man entsprechende Steingewichte, die von hier auch in die Region der heutigen Schweiz gelangten.
Im 12. Jahrhundert v. Chr. kam es in vielen Ländern im Mittelmeerraum zu großen Umwälzungen, so auch in der Po-Ebene. Die Siedlungen der Terramare-Kultur südlich des Po gerieten vermutlich durch drastische Waldrodung und intensive Ausbeutung der Böden gemeinsam mit einer klimatischen Erwärmung und dem Sinken des Grundwasserspiegels in eine Krise, wodurch das Gebiet innerhalb weniger Jahrzehnte praktisch entvölkert wurde. Weit weniger stark betroffen davon waren die Gebiete nördlich des Po, deren Bewohner nun Hauptansprechpartner im sich entwickelnden Fernhandel wurden.
Zu Beginn des 12. Jahrhunderts v. Chr. wurde am Ufer des Po die Siedlung von Frattesina gegründet, sowie einige Kilometer weiter im Osten Campestrin, das für kurze Zeit ein wichtiges Zentrum für Bernsteinverarbeitung werden sollte. Während Frattesina das Erbe der produktiven Traditionen der Terramare-Kultur weiterführte, fiel das Aufblühen der Siedlung mit der Herausbildung der sogenannten Proto-Villanovakultur (bzw. Ascona-Milazzo-Phänomen) zusammen. Nach der Gründungsphase entwickelte sich im Ort hochspezialisiertes Handwerk, dessen Produkte in weiten Teilen Italiens, Mittel- und Nordeuropas, und teilweise auch im östlichen Mittelmeerraum gehandelt wurden.
Das bedeutendste Nutztier im Ort war das Schwein, aber auch Wild spielte eine große Rolle. Für die Handwerker war Hirschhorn ein wichtiger Werkstoff, wie zahlreiche Werkstücke und Artefakte belegen. Weiteres Handwerk, das in Frattesina betrieben wurde, war die Metallverarbeitung. Es wurden vier Depots von Metallgegenständen aus dem 11. Jahrhundert v. Chr. gefunden, die offenbar zum Einschmelzen und Wiederverwerten gedacht waren. Weiters wurden in Frattesina auch Rohstoffe aus Afrika wie Elfenbein und Straußeneier verarbeitet. In der Keramikproduktion wurde ein hoher Standard erreicht, so wurde etwa Geschirr mit einer Wandstärke von nur 2 Millimetern gefunden.
Ein lokales Erzeugnis, das intensiv überregional gehandelt wurde, waren Glasperlen: Frattesina war das erste Zentrum der Glaserzeugung westlich der Ägäis. Aus vom Fluss angeschwemmtem Sand wurden rote und blaue Perlen produziert, die teilweise mit Augen oder Spiralen aus weißem Glas (Pfahlbauperlen) verziert waren. Auch farbloses, grünes, türkisfarbenes und braunes Glas wurde hergestellt. Man fand Halbzeuge und – einmalig für vorgeschichtliche archäologische Fundstätten in Europa – einen vollständigen Schmelztiegel mit Glasresten.
Laut Anna Maria Bietti Sestieri muss Frattesina im 11. Jahrhundert v. Chr. das wichtigste Handelszentrum der nördlichen Adria gewesen sein. Sie geht daher davon aus, dass auch politisch eine starke hierarchische Ordnung existiert haben muss, die den Erwerb und die Umverteilung der produzierten und gehandelten Waren kontrollierte. Sie hält es für möglich, dass in den Gräbern mit den beigegebenen Schwertern Herrscher bestattet worden sind.
Während Frattesina in der späten Bronzezeit das dominierende regionale Zentrum war, übernahm zu Beginn der Eisenzeit im 10./9. Jahrhundert v. Chr. die vier Kilometer entfernte, 65 Hektar große Siedlung von Villamarzana die Vormachtstellung. In Frattesina verlandeten durch eine Überschwemmung die Wasserkanäle, und eine abnehmende Fundmenge aus jener Zeit legt einen Produktionsrückgang und eine Abnahme der Handelsbeziehungen mit dem östlichen Mittelmeerraum nahe. Die letzten archäologischen Spuren in Frattesina, aber auch in Villamarzana, stammen aus dem 9. Jahrhundert v. Chr. Verantwortlich für den Bevölkerungsrückgang in der Gegend dürfte eine zunehmende Instabilität des Po di Adria mit zahlreichen Überschwemmungen und schließlich Verlegung des Flussbettes sein. Neuer wirtschaftlich bedeutender Verkehrsweg wurde nun der Flussarm Po di Spina.